# Репникова, Дарья Сергеевна
Дарья Сергеевна Репникова (род. 19 марта 2000 года) — российская профессиональная баскетболистка, играет на позиции лёгкого форварда за баскетбольный клуб «Динамо Курск» (с 2023 года). Обладатель Кубка России (2022 год), чемпионка России (2023 год) в составе УГМК.

## Карьера

### Клубная
Родилась 19 марта 2000 года в Москве, где и начала заниматься баскетболом. Первый тренер — Масалова Ирина Ивановна.
С 2015 года играла в молодёжном и основном составе баскетбольного клуба из Видного «Спарта энд К».
С 2022 по 2023 годы Дарья являлась игроком екатеринбургского «УГМК». С этим клубом она стала обладателем Суперкубка России, Кубка России и чемпионкой России.
С 2023 года игрок БК «Динамо Курск». В сезоне 2023/2024 годов сыграла 34 игры и набрала 255 очков.

### Сборная
Приглашалась в различные молодёжные сборные страны для участия в международных соревнованиях. Вице-чемпион Первенства Европы U20 в 2019 году.
Привлекалась на игры в составе первой национальной сборной России.

## Достижения
Клубы и Сборная
- Бронзовый призер Кубка России (2022).
- Вице-чемпион Первенства Европы U20 (2019).
- Вице-чемпион Всероссийской спартакиады (2022).
- Серебряный призер Первенства ДЮБЛ (2017).
- Обладатель Суперкубка России (2022).
- Обладатель Кубка России (2022).
- Чемпион России (2023).